# Picada (cucina argentina e uruguaiana)

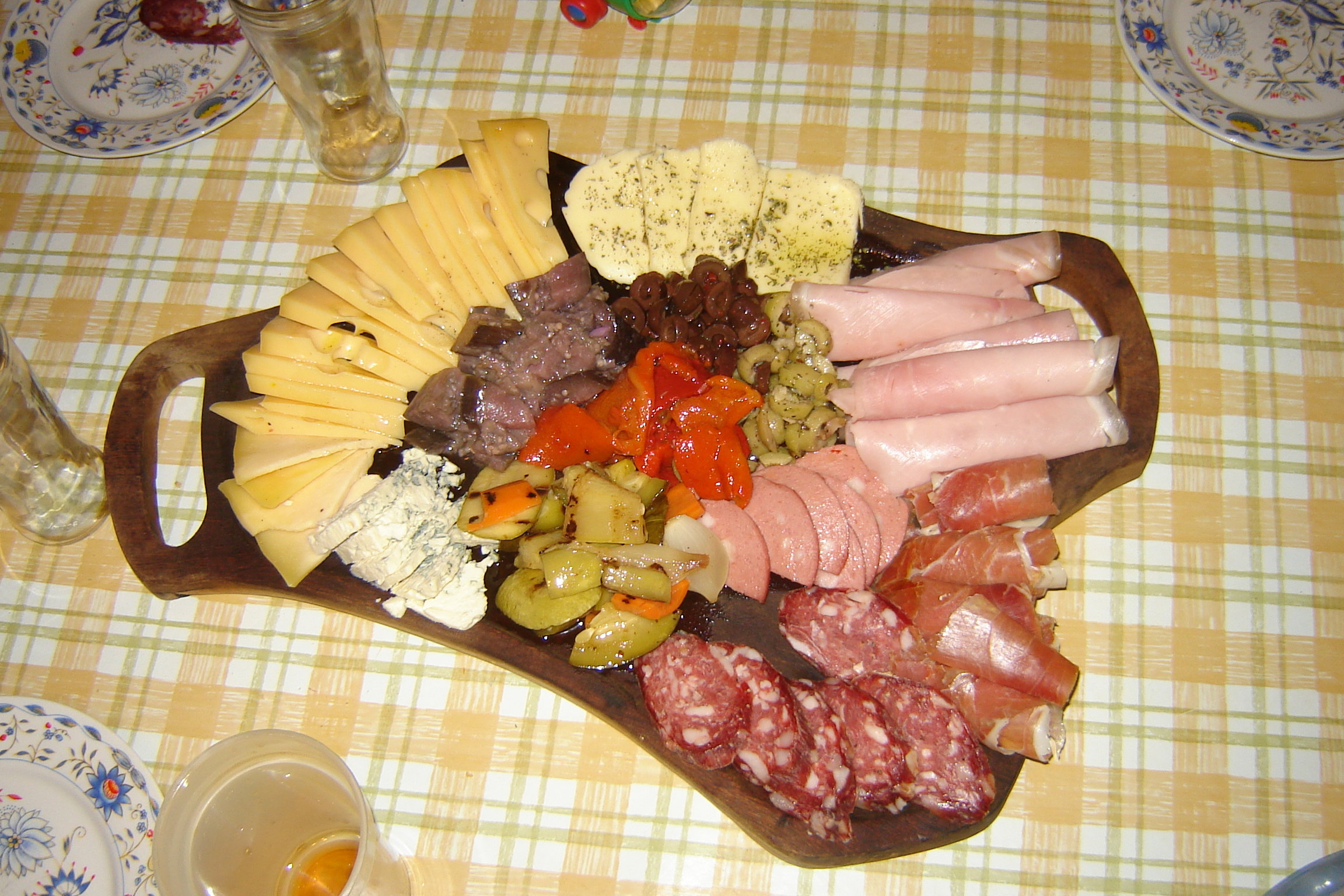
Picada allo stile di Córdoba. Da notare la varietà degli ingredienti.

Le picadas sono una riuscita sintesi della fine del XIX secolo tra l'antipasto italiano e le tapas spagnole, consumate in Argentina e Uruguay.
Sono solitamente accompagnate con vino, acqua gassata o birra chiara. Vi sono diverse versioni. Elemento comune che le unisce sono i singoli ingredienti serviti in un ampio piatto, a volte a cavità separate, comune a tutti i commensali, dove è possibile pizzicare o picarse ogni ingrediente, ossia prendere del piatto comune con il pollice e l'indice, o con uno stuzzicadenti. Gli ingredienti più comuni di una picada sono: cubetti di salame, cubetti di formaggi semiduri, olive, arachidi pelate, pistacchi e patate fritte in fette molto sottili di non più di 1 millimetro di spessore, tipo chips o crips. Ma non solo di patate, molte di queste chips possono essere di rape fritte, palitos salados o bastoncelli.
Le picadas vengono offerte insieme ad una nutrita varietà di ingredienti, tra cui, rabas / calamari alla romana, polipi patagónicos, escargots / rane, capperi, piccoli dadi di palmetti, dadi di cuscus, uova sode di quaglie, piccoli falafel, piccoli pezzi di tortilla di papa, champignon, piccoli amaretti, piccole milanese di mozzarella, surimi / kanikama, piccoli pezzi di pizza, bistecca alla milanese, tortilla di patate, quesitos Adler / formaggini Adler.
In Argentina, numerose sono le varietà di picadas, le più conosciute tra le quali sono: la picada chacarera, la picada Tandil, la picada serrana, la picada cordobesa, la picada porteña, la picada tradizione, la picada argentina armenia, la picada de mar con la sua variante de La Robla., le picade arabe o meglio, la picada argentinoarabe basata sul kibbeh, falafel, melfuf e l'hummus.. Esistono attualmente due tipi di picadas: le calientes o calde e le frías o fredde.
In Uruguay, nei ristoranti, soprattutto nei bar più antichi e tradizionali di Montevideo, vengono serviti picadas preparati con ingredienti diversi. Generalmente contengono formaggio, prosciutto, salame, olive, chorizo, tonno, maionese di vari gusti, pesce, patatine, botifarra, pomodoro, arachidi pelate e pezzi di carne. Viene consumato molto anche durante la cena di Natale.